# Pochi and Nyaa
Pochi and Nyaa (ポチッとにゃ〜, Pochi et Nyaa~) est un jeu vidéo de puzzle développé par Aiky et édité par Taito en 2003 sur Neo-Geo MVS (NGM 267) et sur PlayStation 2 en 2004,,. Ce jeu ne supporte pas le système de sauvegarde.